# Angerona constirpataria
Angerona constirpataria là một loài bướm đêm trong họ Geometridae.